# Laur
Laur is een gemeente in de Filipijnse provincie Nueva Ecija op het eiland Luzon. Bij de laatste census in 2007 had de gemeente bijna 31 duizend inwoners.

## Geografie

### Bestuurlijke indeling
Laur is onderverdeeld in de volgende 17 barangays:
| - Barangay I - Barangay II - Barangay III - Barangay IV - Betania - Canantong - Nauzon - Pangarulong - Pinagbayanan | - Sagana - San Felipe - San Fernando - San Isidro - San Josef - San Juan - San Vicente - Siclong |

## Demografie

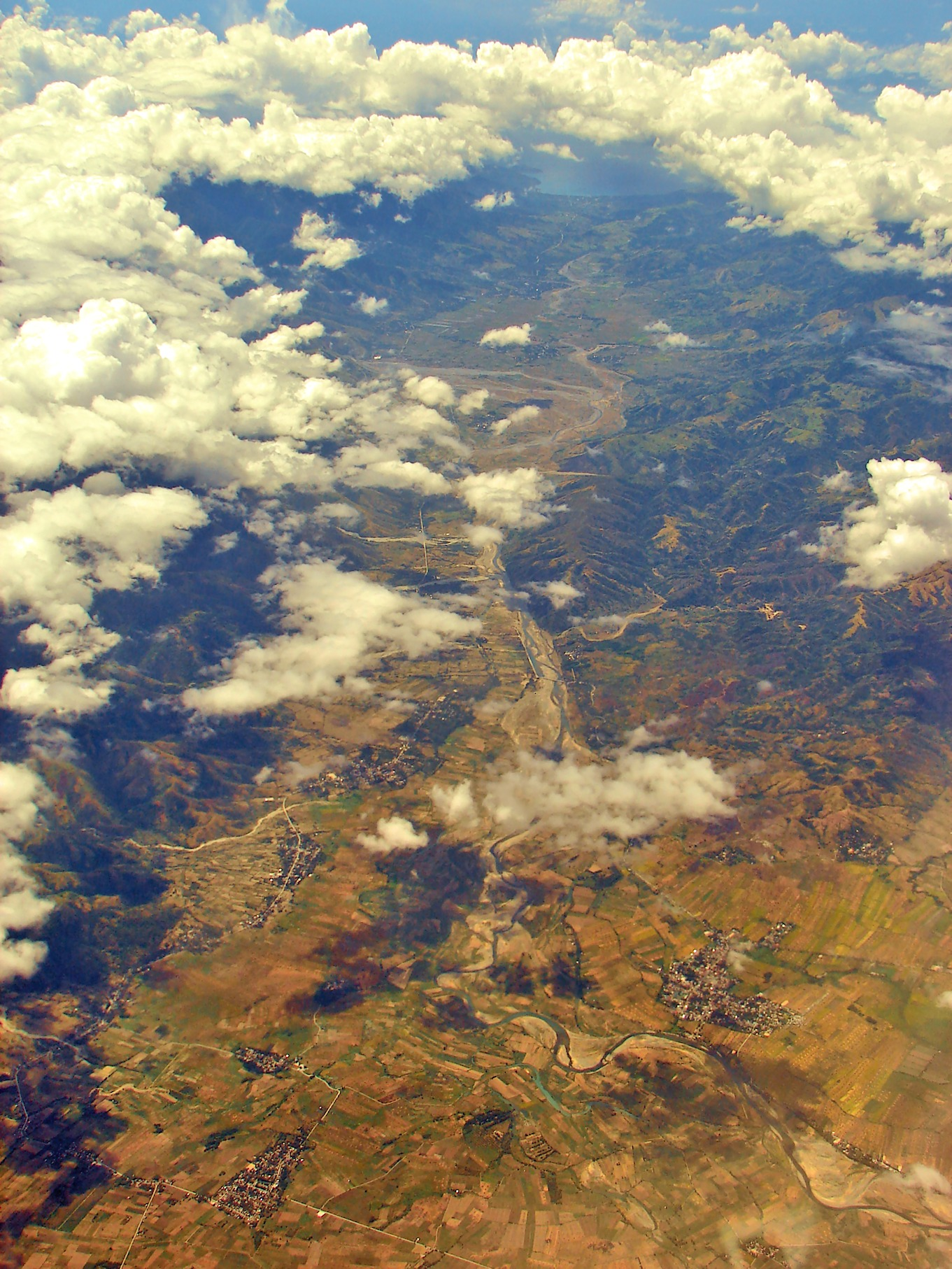
Luchtfoto van Laur met Dingalan Baai in de achtergrond.

Laur had bij de census van 2007 een inwoneraantal van 30.997 mensen. Dit zijn 4.095 mensen (15,2%) meer dan bij de vorige census van 2000. De gemiddelde jaarlijkse groei komt daarmee uit op 1,97%, hetgeen lager is dan het landelijk jaarlijks gemiddelde over deze periode (2,04%). Vergeleken met de census van 1995 is het aantal mensen met 5.854 (23,3%) toegenomen.
De bevolkingsdichtheid van Laur was ten tijde van de laatste census, met 30.997 inwoners op 295,88 km², 85 mensen per km².